# بوکن، جهلم
بوکن (به انگلیسی: Boken) یک روستا در پاکستان است که در ناحیه جهلم واقع شده‌است.